# Stella Benson

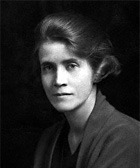
Stella Benson (um 1925)

Stella Benson (* 6. Januar 1892 in Lutwyche Hall, Shropshire; † 6. Dezember 1933 in Honkai, Tonkin) war eine englische Schriftstellerin. In den zwanziger und dreißiger Jahren des zwanzigsten Jahrhunderts erlangte sie einige Bekanntheit vor allem durch ihre Romane.

## Leben
Stella Benson war das dritte Kind einer wohlhabenden englischen Familie. Wegen ihrer anfälligen Gesundheit verbrachte sie die meiste Zeit ihrer Kindheit und Jugend zu Hause, wo sie auch unterrichtet wurde. Die Familie war viel auf Reisen und verbrachte unter anderem auch einige Zeit in der Schweiz und in Deutschland. Mit 20 unternahm Benson erstmals alleine eine Reise auf die British West Indies, die sie in ihrem 1915 erschienenen Debütroman I Pose verarbeitete. Nach ihrer Rückkehr verbrachte sie einige Zeit als Sozialarbeiterin in London und gründete schließlich ein kleines Unternehmen, das Papiertüten herstellte. Aufgrund einer Lungenkrankheit kam sie jedoch auf Dauer nicht mit dem feuchten Klima zurecht und zog schließlich für einige Zeit nach Kalifornien, wo sie verschiedenen kleineren Tätigkeiten nachging und schließlich eine Stelle an der University of California bekam. In dieser Zeit veröffentlichte sie weitere Romane und einen Gedichtband. Bei einer Reise nach China lernte sie den irischen Zollbeamten John O’Gorman Anderson kennen, den sie 1921 heiratete. Ihre Flitterwochen bestanden in einer Reise durch Amerika mit einem Ford, die sie später in ihrem Roman The Little World beschrieb. Die Ehe blieb kinderlos. Den Rest ihres Lebens verbrachte sie größtenteils in China, wo sie ihr soziales Engagement wieder aufnahm. So war sie maßgeblich an einer Kampagne gegen Kinderprostitution in Hongkong beteiligt. Die meiste Zeit verbrachte sie jedoch mit ihrer schriftstellerischen Arbeit. Benson starb 1933 an einer Lungenentzündung.

## Werk
Typisch für Bensons Romane ist eine Mischung aus Realität und Phantastik. Sie befasst sich oft mit kontroversen Themen ihrer Epoche wie Frauenrechten, Kolonialpolitik oder dem Ersten Weltkrieg und bearbeitet sie häufig auf satirische Weise. Besonders der britischen Gesellschaft steht sie dabei kritisch gegenüber. Ihre früheren Romane sind häufig in sozial schwachen Milieus in London angesiedelt. So ist die Hauptfigur von This is the End eine junge Frau aus besseren Verhältnissen, die ihre Abstammung hinter sich lässt und als Busfahrerin arbeitet. Living Alone ist im Milieu Londoner Sozialarbeiter angesiedelt. Später in ihrer Karriere befasste sich Benson zunehmend mit Asien. Ihr bekanntester Roman, Tobit Transplanted (zunächst in den USA als The Far-Away Bride veröffentlicht) handelt von belarussischen Flüchtlingsfamilien in der Mandschurei und in Korea, die vor den Hintergrund des biblischen Buches Tobit gestellt werden. Für diesen Roman wurde sie mit dem Femina Vie Heureuse Prize und der A. C. Benson silver medal of the Royal Society of Literature ausgezeichnet. Es blieb ihr letzter vollendeter Roman. Sie starb während der Arbeit an seinem Nachfolger Mundos, der 1935 postum veröffentlicht wurde. Neben politischen Motiven sind Schilderungen von Einsamkeit und Entfremdung typisch für Bensons Werk. Teilweise wird es mit dem von Katherine Mansfield und Rebecca West verglichen. Auch Virginia Woolf stand sie nahe, die sie auch persönlich kennenlernte. Woolf würdigte nach Bensons Tod wiederholt öffentlich ihr Werk und ihre Persönlichkeit. Zur Zeit ihrer bekanntesten Veröffentlichungen genoss Stella Benson eine verhältnismäßig große Popularität.

## Bibliografie
- I Pose (1915)
- This is the End (1917)
- Twenty (1918)
- Living Alone (1919)
  - deutsch: Zauberhafte Aussichten. Übersetzt von Marie Isabel Matthews-Schlinzig. Rowohlt, Hamburg 2024, ISBN 978-3-499-01517-5.
- Kwan-yin (1922)
- The Poor Man (1922)
- Pipers and a Dancer (1924)
- The Awakening (1925)
- The Little World (1925)
- Goodbye, Stranger (1926)
- The Man Who Missed the Bus (1928)
- Worlds Within Worlds (1928)
- Tobit Transplanted, auch bekannt als The Far-Away Bride (1930)
- Hope Against Hope and other stories (1931)
- Christmas Formula and other stories (1932)
- Pull Devil, Pull Baker (1933)
- Mundos (1935)
- Poems (1935)
- Collected Short Stories (1935)

## Belege
1. 1 2  Kitti Carriker: Stella Benson, in Paul und June Schlueter (Hrsg.): An Encyclopedia of British Women Writers, Rutgers University Press: New Brunswick / London (1998), S. 46f.
2. 1 2  Joanne Shattock: The Oxford Guide to British Women Writers, Oxford University Press: Oxford / New York (1993), S. 38
3. ↑  Lorna Sage (Hrsg.): Women's Writing in English, Cambridge University Press: Cambridge (1999), S. 52f.